# Myrsine guianensis
Myrsine guianensis (Aubl.) Kuntze – gatunek roślin z rodziny pierwiosnkowatych (Primulaceae). Występuje naturalnie w Małych Antylach, Kolumbii, Wenezueli, Gujanie, Surinamie, Gujanie Francuskiej, Ekwadorze, Brazylii (w stanach Amazonas, Amapá, Roraima, Pará, Bahia, Alagoas, Ceará, Paraíba, Pernambuco, Rio Grande do Norte, Sergipe, Goiás, Mato Grosso do Sul, Espírito Santo, Minas Gerais, Rio de Janeiro, São Paulo, Paraná, Rio Grande do Sul, Santa Catarina oraz Dystrykcie Federalnym), Paragwaju i Urugwaju. 

## Morfologia

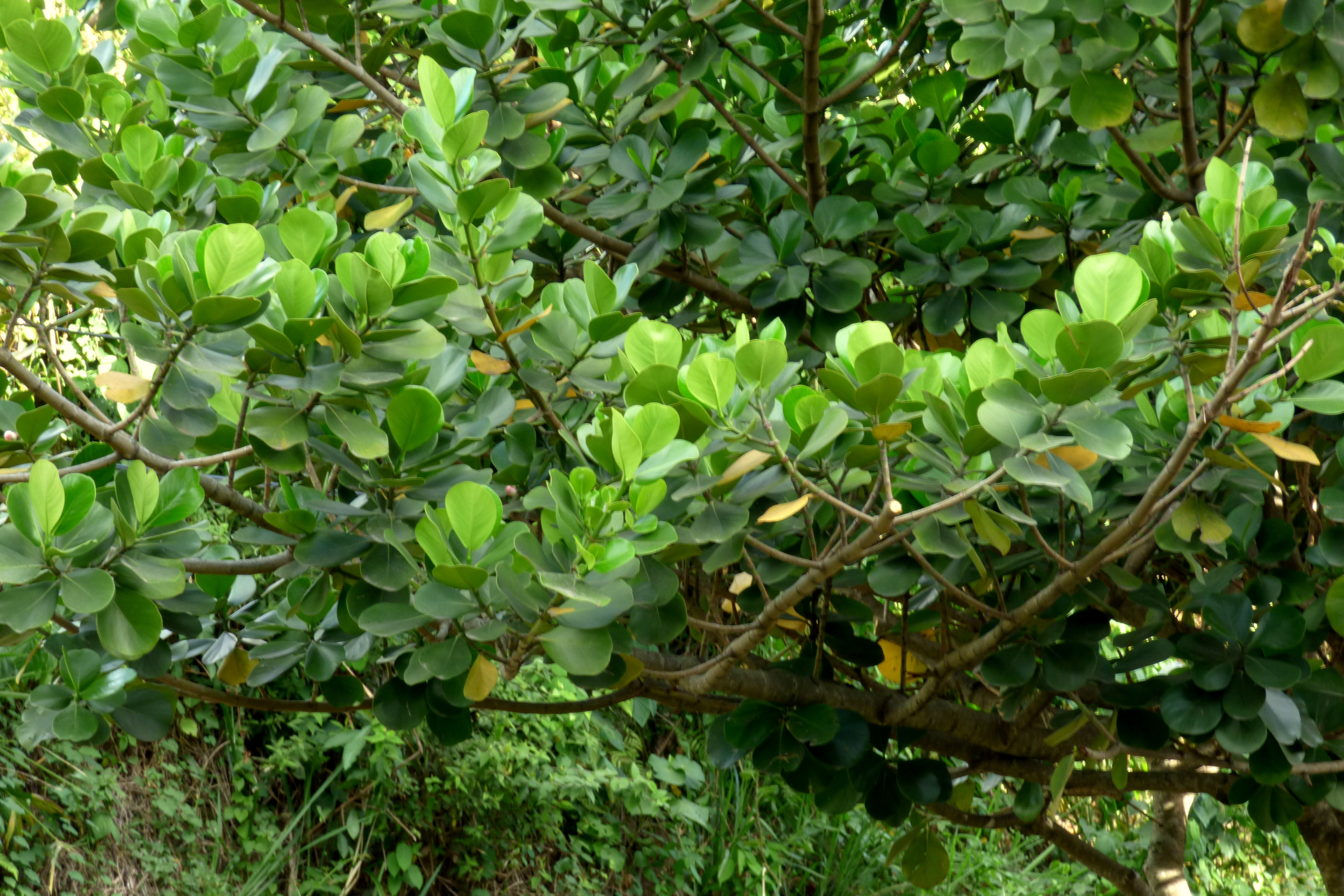
Liście

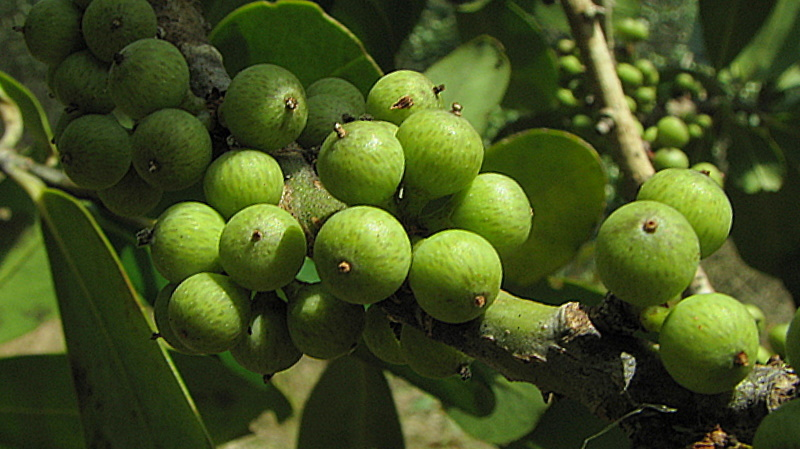
Niedojrzałe owoce

PokrójZimozielone drzewo lub krzew. Dorasta do 2 m wysokości.
LiścieBlaszka liściowa jest skórzasta i ma eliptyczny kształt. Mierzy 5–7 cm długości oraz 2–3,4 cm szerokości, jest całobrzega, ma ostrokątną nasadę i ostry wierzchołek. Ogonek liściowy jest nagi i ma 1–3 mm długości.
KwiatyZebrane po 3–4 w pęczkach wyrastających z kątów pędów. Mają 5 działek kielicha o owalnym kształcie i dorastające do 1 mm długości. Płatków jest 5, są lancetowate i mają zielonożółtawą barwę oraz 2 mm długości.
OwocePestkowce mierzące 4-5 mm średnicy, o kulistym kształcie i czarnej barwie.